# Yak (film)
Pour les articles homonymes, voir Yak (homonymie).
Pour plus de détails, voir Fiche technique et Distribution.
Yak (en thaï ยักษ์ et The Giant King en anglais) est un film d'animation thaïlandais réalisé par Prapas Cholsaranont et sorti en Thaïlande en 2012. C'est un film dessin animé long métrage en images de synthèse dont l'intrigue est une adaptation en science-fiction de la fable de Tosakan et d'Hanoumân, qui figure dans le Ramakien, l'épopée nationale thaïlandaise, qui est une version thaï de l'épopée du Ramayana,.

## Synopsis
Dans un monde peuplé de robots géants doués d'intelligence, deux robots géants, Na Khaiw (Tosakan) et Peak (Hanoumân), sont chacun à la tête d'une armée de robots qui s'affrontent pour la domination sur le monde. Na Khaiw est un énorme robot vert humanoïde doté de petites jambes et d'un torse énorme ; deux canines dépassent de sa mâchoire supérieure. Peak est un tout petit robot violet doté d'un torse, de bras et d'une tête humanoïdes, mais qui se déplace sur trois roues et possède une queue faite d'une chaîne redoutable pour ses ennemis. Na Khaiw est au service de Ravana tandis que Peak dirige les armées du seigneur Rama qui surveille la guerre depuis son satellite en orbite autour de la planète. La guerre entre les armées robotiques ravage le monde entier. Un million d'années plus tard, Na Khaiw et Peak se réveillent lorsqu'ils sont découverts dans une décharge par un chercheur de rebuts, Brooks. Les deux robots ont perdu la mémoire et ne savent pas du tout ce qui s'est passé. Ils se rendent compte qu'ils sont reliés l'un à l'autre par la chaîne qui forme la queue de Peak. Ils partent ensemble en quête de leurs souvenirs perdus et d'un moyen de briser la chaîne qui les relie. La redécouverte de ce passé met en danger l'amitié naissante entre Na Khaiw et Peak, qui doivent décider s'ils restent amis ou s'ils reprennent l'affrontement passé. se réveillent soudés l'un à l'autre par une chaîne. 

## Fiche technique
- Titre original : Yak
- Titre anglais : Yak : The Giant King
- Réalisation : Prapas Cholsaranont
- Musique originale : Jakkrapat Iamnoon
- Studio de production : Work Point Entertainment
- Distribution : Sahamongkol Film International (tous supports, international)[4]
- Pays : Thaïlande
- Langue : thaï, anglais
- Budget : 110 millions de bahts[2]
- Date de sortie : Thaïlande : 4 octobre 2012

## Voix originales thaï
- Bawriboon Chanreuang : Kumbhakarna
- Santisuk Promsiri : Na Khiaw / Rāvana
- Udom Taephanit : Brooks
- Kerttisak Udomnak : Phuak / Hanoumân
- Chris Wegoda : le garde / le père / l'ouvrier du bâtiment français / l'ouvrier du bâtiment mexicain

## Éditions en vidéo
Le dessin animé sort en DVD en Australie en septembre 2013 et en Nouvelle-Zélande en décembre 2013 (il est distribué en Nouvelle-Zélande par Eagle Entertainment).

## Suite
Il y a un court métrage consécutif qui fait partie du package film Khun Tong Daeng: The Inspirations.